# Wijken en buurten in Nijkerk
De Nederlandse gemeente Nijkerk is voor statistische doeleinden onderverdeeld in wijken en buurten. De gemeente is verdeeld in de volgende statistische wijken:
- Wijk 01 Nijkerk (CBS-wijkcode:026701)
- Wijk 02 (CBS-wijkcode:026702)
- Wijk 03 (CBS-wijkcode:026703)
- Wijk 04 (CBS-wijkcode:026704)
- Wijk 05 Hoevelaken (CBS-wijkcode:026705)

Een statistische wijk kan bestaan uit meerdere buurten. Onderstaande tabel geeft de buurtindeling met kentallen volgens het Centraal Bureau voor de Statistiek (2008):
| CBS-buurtcode | Buurtnaam                      | Inwonertal | Opp. totaal (ha) | Opp. land (ha) | Ligging                |
| ------------- | ------------------------------ | ---------- | ---------------- | -------------- | ---------------------- |
| BU02670100    | Nijkerk-Noord                  | 12900      | 353              | 353            | Locatie in de gemeente |
| BU02670110    | Nijkerk-Zuid                   | 7920       | 170              | 170            | Locatie in de gemeente |
| BU02670120    | Nijkerk-buitengebied           | 3470       | 469              | 455            | Locatie in de gemeente |
| BU02670220    | 't Woud en omgeving            | 1740       | 2651             | 2651           | Locatie in de gemeente |
| BU02670331    | Nijkerkerveen                  | 2990       | 392              | 392            | Locatie in de gemeente |
| BU02670332    | Holkerveen                     | 530        | 280              | 280            | Locatie in de gemeente |
| BU02670440    | Verspreide huizen Nijkerk-West | 420        | 1934             | 1917           | Locatie in de gemeente |
| BU02670550    | Hoevelaken                     | 9020       | 740              | 734            | Locatie in de gemeente |

## Wijkindeling
De volgende wijkindeling wordt lokaal gehanteerd, maar niet door het CBS:
- Centrum
- Schulpkamp
- Rensselaer
- Paasbos
- Strijland
- Beulekamp
- Luxool
- Hazeveld
- Nautena
- Bruins Slotlaan
- Corlaer
- Groot Corlaer
  - Boerderijakkers
  - De Kamers
  - De Bogen
  - De Terrassen (in ontwikkeling)

## Bedrijventerreinen
- Arkervaart
- Watergoor
- Spoorkamp (in ontwikkeling)
- De Flier (in ontwikkeling)